# Emil Niethammer
Emil Niethammer (* 6. Mai 1869 in Stuttgart; † 19. Februar 1956 in Tübingen) war ein deutscher Jurist und Landtagsabgeordneter.

## Werdegang
Der Vater war der Rechtsanwalt und Abgeordnete Hermann Niethammer (1835–1876). Niethammer war ein Enkel Justinus Kerners. Er war evangelischer Konfession. Nach dem Abitur an einem Stuttgarter Gymnasium studierte er Rechtswissenschaften in Eberhard Karls Universität Tübingen. 1889 wurde er im Corps Rhenania Tübingen aktiv. Die erste juristische Staatsprüfung bestand er 1893 mit „3a“ wie auch die zweite 1897.

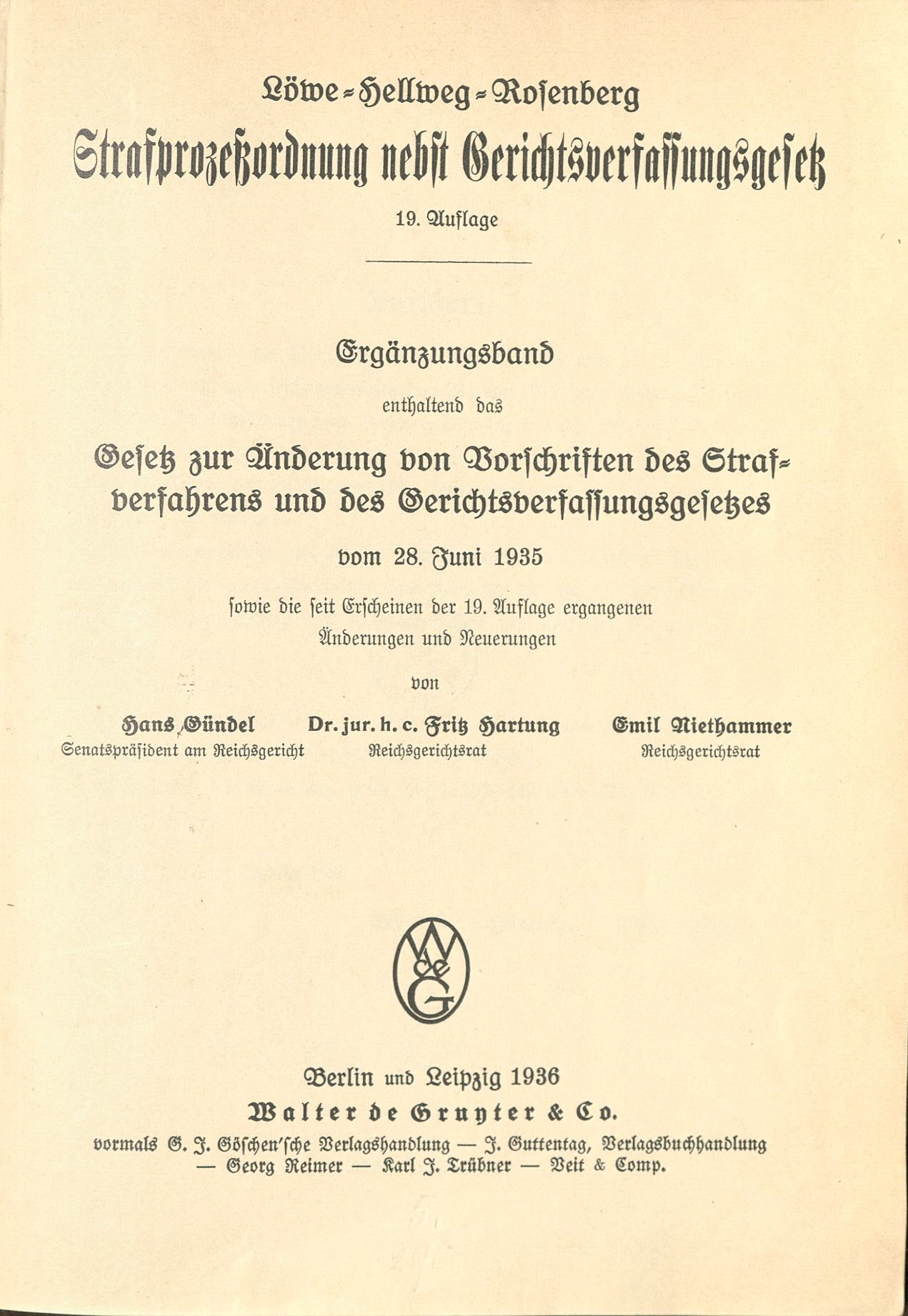
Kommentar zur Strafprozessordnung (1936)

Im Königreich Württemberg trat er 1897 in den Justizdienst als Amtsanwalt und Hilfsrichter. Stellvertretender Amtsrichter in Schwäbisch Gmünd wurde er 1899 und 1901 dort Amtsrichter. 1905 wurde er Landrichter in Ellwangen. Im April 1914 wurde in Stuttgart Landgerichtsrat. Von 1914 bis 1918 nahm er am Ersten Weltkrieg teil, zuletzt im Range eines Majors. Nach dem Krieg wurde er mit der Führung der Geschäfte des Generalstaatsanwalt in Stuttgart beauftragt. Neujahr 1921 wurde er zum Landgerichtsdirektor befördert. Im April 1921 wurde er Hilfsarbeiter bei der Reichsanwaltschaft. Reichsanwalt wurde er im Oktober 1922. Er war beispielsweise der Ankläger beim Organisation-Consul-Prozess 1924 vor dem Staatsgerichtshof zum Schutz der Republik. Sein Verhalten in der Verhandlung wurde kritisiert (Berliner Tageblatt: „...fragte man sich manchmal, ob denn da wirklich der Vertreter der Republik spricht“), sein anstößiges Plädoyer wurde vom Verteidiger Walter Luetgebrune wegen seiner „Objektivität“ gepriesen und das Urteil ging über seine Strafanträge hinaus. Auf die Richterbank des Reichsgerichts wechselte er im Februar 1930. Er war bis 1937 als Reichsgerichtsrat tätig. Der NSDAP schloss er sich nicht an. 1938 erhielt er von der Kieler „Stoßtruppfakultät“ die Ehrendoktorwürde. 1935 bis 1938 war er Mitglied der amtlichen Kommissionen für die Erneuerung des Strafrechts im Sinne des Regimes und war von 1940 bis 1945 Gutachter in der Reichs- und Landesgesetzgebung.  Er war ständiger Mitarbeiter der von Heinrich Dietz herausgegebenen Zeitschrift für Wehrrecht. 1944 wurde er zum Honorarprofessor an der Universität Tübingen ernannt, wo er Strafrecht und Strafverfahrensrecht lehrte.
1946 wurde er Mitglied der CDU. 1946 war er Alterspräsident der Beratenden Landesversammlung des Landes Württemberg-Hohenzollern. Auch dem Landtag für Württemberg-Hohenzollern gehörte er als Alterspräsident an. Nach dem Tod Eugen Boeckmanns wurde er zum Präsidenten des Oberlandesgerichts Tübingen ernannt und legte gemäß der Verfassung des Landes am 31. Oktober 1947 sein Mandat nieder. Als OLG-Präsident war er von Gesetzes wegen auch Vorsitzender des Staatsgerichtshofs für das Land Württemberg-Hohenzollern. Am 1. Juni 1950 trat er in den Ruhestand. Noch 1953 wurde er zum zweiten Mal in eine Große Strafrechtskommission geholt, in der auch Eduard Dreher, Edmund Mezger Hans Welzel und Wolfgang Fränkel saßen.
Niethammer war Mitherausgeber der Deutschen Rechtszeitschrift und seit 1946 auch der Süddeutschen Juristenzeitung. Er war Mitarbeiter des Kommentars von Justus von Olshausen zum Reichsstrafgesetzbuch und des Kommentars Löwe-Rosenberg zur Reichsstrafprozessordnung und zum Gerichtsverfassungsgesetz.
In Tübingen wurde 1956 eine Straße nach Niethammer benannt. Diese Ehrung sollte rückgängig gemacht werden, da man inzwischen Niethammer den ethischen Problemfeldern Demokratiefeindlichkeit, Mitwirkung an Justizverbrechen und Mitwirkung am NS-Regime zuordnete. Im September 2023 beschloss der Tübinger Gemeinderat statt einer Umbenennung eine Umwidmung zu Ehren des Kinderarztes und Onkologen Dietrich Niethammer.

## Ehrungen

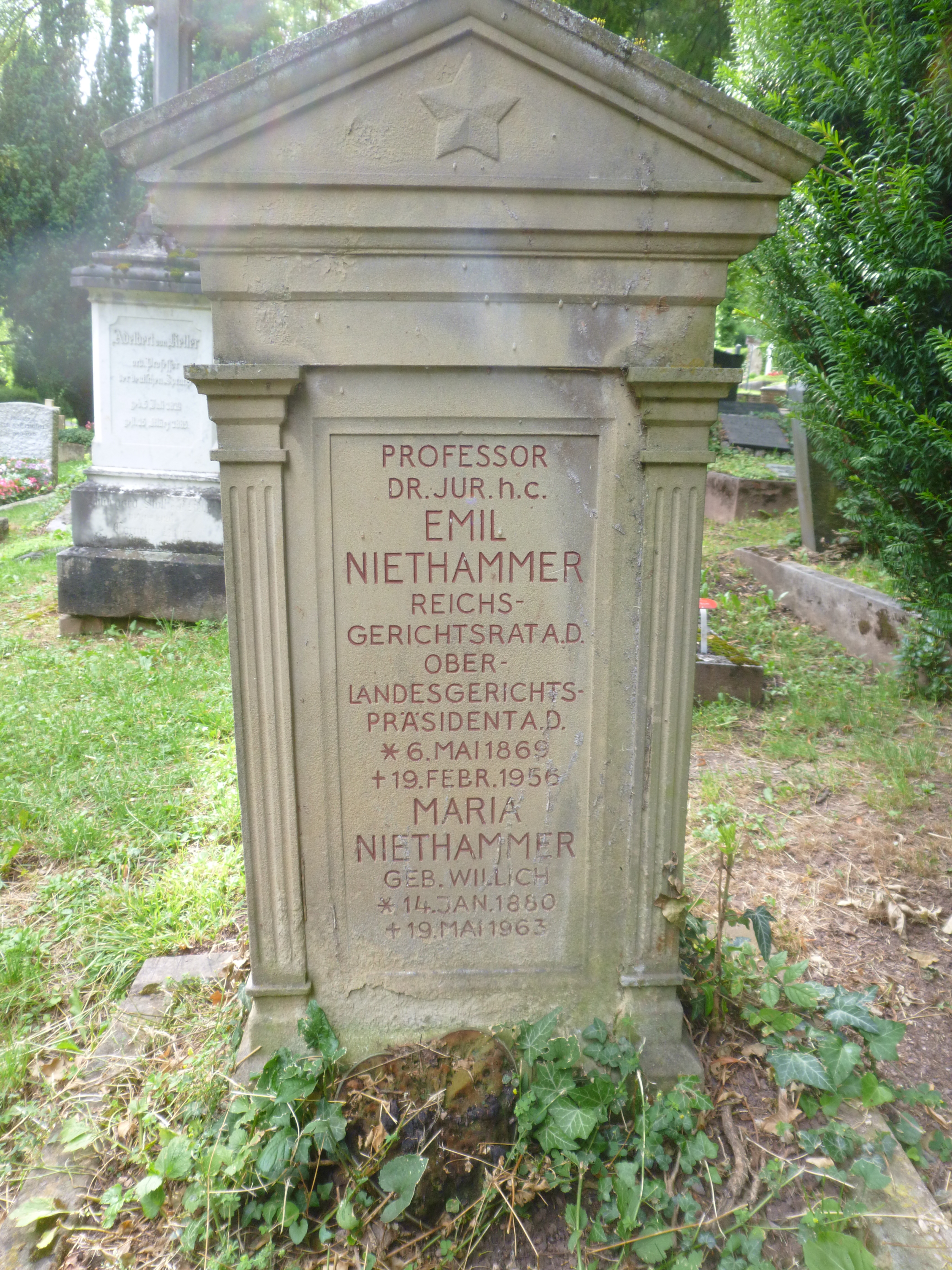
Grab auf dem Stadtfriedhof Tübingen

- Militärverdienstmedaille (Württemberg) (1915)
- Ehrendoktor der Christian-Albrechts-Universität zu Kiel (1938)
- Ehrenmitglied des Corps Rhenania Tübingen (1949)
- Verdienstorden der Bundesrepublik Deutschland, Verdienstkreuz (1952)
- Großes Bundesverdienstkreuz (1954)